# Grevillea sparsiflora
Grevillea sparsiflora là một loài thực vật có hoa trong họ Quắn hoa. Loài này được F.Muell. miêu tả khoa học đầu tiên năm 1868.